# Sauris pleonectes
Sauris pleonectes är en fjärilsart som beskrevs av Louis Beethoven Prout 1958. Sauris pleonectes ingår i släktet Sauris och familjen mätare. Inga underarter finns listade.